# 전유기 탄소
전유기 탄소(全有機 炭素, Total Organic Carbon, TOC)는 물 속에서 산화될 수 있는 모든 유기 화합물의 양을 탄소의 양으로 나타낸 것이다. 대표적인 수질 지표 가운데 하나로 여겨진다.
이전까지 물 속에 있는 유기 화합물은 생화학적 산소 요구량(BOD), 화학적 산소 요구량(COD)을 통해 측정할 수 있지만 유기 화합물의 종류, 측정 조건 등이 다르기 때문에 정확한 양을 측정하기 어렵다는 단점이 있다. 이를 계기로 전유기 탄소를 이용한 유기 화합물 지표 측정 방식이 사용되었다.
물 속에 있는 유기 화합물 상태의 탄소를 이산화탄소로 산화시킨다. 산화 방식은 연소 산화 방식, 습식 산화 방식으로 나뉜다.